# Fernando de Delás

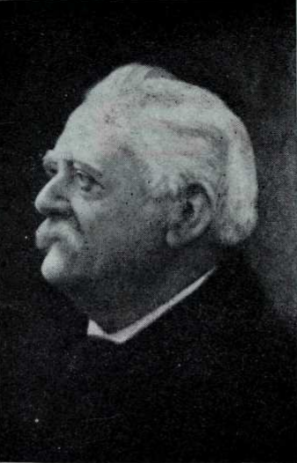
Fernando de Delás y Jalpí

Fernando de Delás y de Jalpí (Gerona, mayo de 1823-†Barcelona, 4 de noviembre de 1909) fue un empresario y político español, fundador de la Catalana de Seguros, actualmente Catalana Occidente.

## Biografía
Era hijo de Francisco Salvador de Delás y Tauriñá y de María Antonia de Jalpí y Marañosa. Su abuelo Francisco de Delás y Silvestre había obtenido de Carlos IV el título de barón de Vilagayá.
En 1864 tuvo la iniciativa de fundar en Barcelona una Sociedad autóctona de Seguros, que cristalizó el 25 de noviembre de 1865, en que quedó constituida la Sociedad Catalana de Seguros contra Incendios a prima fija. Pronto logró ver cubierta la suscripción de cinco millones de pesetas, representados en diez mil acciones de quinientas pesetas cada una.
Actuó también en política y en las elecciones de 1865 fue elegido diputado a Cortes por el distrito de Gerona.
Según Arturo Masriera, Fernando de Delás fue uno de los «próceres de la rancia nobleza catalana» que se adhirieron al carlismo tras la revolución de 1868, junto con otros, como su sobrino Mariano de Delás (barón de Vilagayá), Erasmo de Janer, el marqués de Dou, el duque de Solferino, etc.
Prestó apoyo la Asociación Artístico-Arqueológica Barcelonesa, a la que proporcionó protección material en un período muy difícil para la entidad. La revista de esta asociación dijo de él a su muerte:

Ocupaba el finado, por sus méritos personales, entre las más distinguidas personalidades de esta Ciudad, un lugar preeminente, al cual le elevaron su honorabilidad, su altruismo, y sus bondades que hicieron del difunto el tipo, hoy ya cuasi legandario, del perfecto caballero, del ciudadano honorable, del varón justo. Por ello, las entidades más prestigiosas de esta Capital, reconociendo los méritos del Sr. de Delás, le confiaron grandes intereses y sus conciudadanos su representación en las Cortes del Reino.

Le sucedió en la dirección de La Catalana su hijo, José María de Delás y Miralles.